# Deutsches Meisterschaftsrudern 1999
Das 110. Deutsche Meisterschaftsrudern wurde 1999 in Köln ausgetragen. Wie im Vorjahr wurden in 24 Bootsklassen Medaillen vergeben, davon 14 bei den Männern und 10 bei den Frauen.

## Medaillengewinner

### Männer
| Bootsklasse                           | Gold | Silber | Bronze |
| ------------------------------------- | --- | --- | --- |
| Einer                                 | Marcel Hacker (RC Magdeburg) | Johannes Barth (Ulmer RC Donau) | Jens Burow (Ratzeburger RC) |
| Doppelzweier                          | Rgm. Koblenzer RC Rhenania / Breisacher RV Sebastian Mayer Stefan Roehnert | Rgm. IGOR Offenbach / SV Oderhort Stephan Koltzk Wolf Bussian | Rgm. RG Ghibellinia Waiblingen / Stuttgarter RG von 1899 Andreas Schwab André Kress |
| Zweier ohne Steuermann                | Berliner Ruder-Club Ike Landvoigt Detlef Kirchhoff | RC Allemannia von 1866 Hamburg Kai Olbrich Christian Dahlke | Limburger CfW Lutz Weiler Thorsten Schnabel |
| Zweier mit Steuermann                 | Rgm. RC Westfalen Herdecke / RC Havel Brandenburg Guido Kutscher Lars Beilfuß Grit Paschedag (Stf.) | Rgm. RK am Baldeneysee Essen / RV Oberhausen / RRG Mülheim Arno Siemes Ulrich Viefers Felix Erdmann (Stm.) | Rgm. RC Hansa Dortmund / RG Rotation Berlin Thomas Jung Volker Utesch Peter Thiede (Stm.) |
| Doppelvierer                          | Rgm. Hallesche Rvg. Böllberg-Nelson / RTHC Bayer Leverkusen / Ratzeburger RC / RC Magdeburg Andreas Hajek Marco Geisler Stephan Volkert André Willms | Rgm. Hallesche Rvg. Böllberg-Nelson / Regensburger RV / RG Rotation Berlin / Binger RG 1911 Christian Schreiber Marco Rudolph Matthias Weiss Benjamin Müller | Rgm. Ulmer RC Donau / RC Allemannia von 1866 Hamburg / Berliner Ruder-Club René Nennhaus Johannes Barth Christian Hornemann Sönke Osmann |
| Vierer ohne Steuermann                | Rgm. RV Emscher Wanne-Eickel-Herten / RV Münster von 1882 / Berliner Ruder-Club Stefan Heinze Marc Weber Philipp Stüer Bernd Heidicker | Rgm. RG Wiking Berlin / Hannoverscher RC von 1880 Hendrik Hirschfelder Tobias Kühne Jan Westphalen Dirk Meusel | Rgm. Limburger CfW / RG Wiking Leipzig Erik Lindner Johannes Rothe Falko Schneider Markus Ganther |
| Vierer mit Steuermann                 | Rgm. Würzburger RV Bayern / RC Hansa Dortmund / RG Wertheim / Oldenburger RV / RG Wiking Berlin Uwe Steenblock Sebastian Thormann Lars Erdmann Wolfram Huhn Olaf Kaska (Stm.) | Rgm. RC Hansa Dortmund / Miltenberger RC von 1900 / RV Waltrop / Limburger CfW / RRG Mülheim Christian Jess Jens Kleinschmidt Arne Landgraf Klaus Rogge Felix Erdmann (Stm.) | Rgm. Heidelberger RK 1872 / RG Speyer / Mannheimer RV Amicitia / Frankfurter RG Germania Jens Klein Thomas Ding Peter Faber Simon Eckhardt Stefan Adler (Stm.) |
| Achter                                | Rgm. RC Hansa Dortmund / Berliner Ruder-Club / ARC Würzburg / Dresdner RC 1902 / RRG Mülheim / RK am Wannsee Berlin Jörg Dießner Mark Kleinschmidt Sven Ueck Enrico Schnabel Stefan Forster Marc Weber Jan Herzog Ike Landvoigt Peter Thiede (Stm.)                                                              | Rgm. RC Hansa Dortmund / RRG Mülheim / RC Hamburg / RV Münster von 1882 / RG Wiesbaden-Biebrich 1888 / RV Weser Hameln / RV Oberhausen Philipp Stüer Arne Landgraf Martin Asholt Jens Kleinschmidt Alexander Palfner Sebastian Schulte Ulf Siemes Michael Ruhe Felix Erdmann (Stm.)                           | Rgm. RC Westfalen Herdecke / RK am Baldeneysee Essen / RV Oberhausen / RG Rotation Berlin / Regensburger RV von 1898 / RV Saarbrücken / RC Hansa Dortmund / Berliner Ruder-Club / RV Weser Hameln Jörg Wagner Peter Kratky Stefan Heinze Ulrich Viefers Thomas Jung Volker Utesch Arno Siemes Frank Flörke Guido Groß (Stm.) |
| Leichtgewichts-Einer                  | Martin Müller-Falcke (RV Bochum von 1920) | Jens Gerlach (Weilburger RV 1905) | Jens Wittwer (RG Wiking Leipzig) |
| Leichtgewichts-Doppelzweier           | Rgm. Mainzer RV von 1878 / Stuttgarter RG von 1899 Ingo Euler Bernhard Rühling | Rgm. Deutscher Ruder-Club von 1884 / Ulmer RC Donau Franz Meyer Thorsten Schmidt | Rgm. RU Arkona Berlin / Hannoverscher RC von 1880 Manuel Brehmer Dennis Niemeyer |
| Leichtgewichts-Zweier ohne Steuermann | Rgm. RK am Wannsee Berlin / Würzburger RV Bayern Roland Händle Martin Weis | Rgm. RTHC Bayer Leverkusen / RK am Wannsee Berlin Stefan Locher Bernhard Stomporowski | Rgm. RC Allemannia von 1866 Hamburg / Der Hamburger und Germania RC Ole Brauer Tim Schönberg |
| Leichtgewichts-Doppelvierer           | Rgm. Mainzer RV von 1878 / Deutscher Ruder-Club von 1884 / Ulmer RC Donau / Stuttgarter RG von 1899 Ingo Euler Thorsten Schmidt Franz Meyer Bernhard Rühling | Rgm. Hanauer RC Hassia / RG Wetzlar 1880 / Flörsheimer RV 08 / IGOR Offenbach Bamdad Djouiai Andreas Klepper Andreas Wieler Markus Hartung | Rgm. RV Bochum von 1920 / Bonner RG Lars Achtruth Jens Fischer Hendrik Schenck Martin Müller-Falcke |
| Leichtgewichts-Vierer ohne Steuermann | Rgm. RK am Wannsee Berlin / Würzburger RV Bayern / Limburger CfW Roland Händle Matthias Kleinz Christian Schneider Martin Weis | Rgm. RV Münster von 1882 / RC Hamm von 1890 / Limburger CfW Stefan Alberty Michael Bitter Christian Gerlach Christian Schröer | Rgm. Würzburger RV Bayern / RG Wiking Berlin / VWS Mannheim Iradj El-Qalqili Andreas Laib Tobias Müller Jan Plock |
| Leichtgewichts-Achter                 | Rgm. Würzburger RV Bayern / RK am Wannsee Berlin / RG Wiking Berlin / Der Hamburger und Germania RC / RC Allemannia von 1866 Hamburg / RTHC Bayer Leverkusen / RV Weser Hameln Tobias Müller Bernhard Stomporowski Stefan Locher Jan Plock Jörn Kerkhoff Martin Hasse Ole Brauer Tim Schönberg Olaf Kaska (Stm.) | Rgm. Deutscher Ruder-Club von 1884 / RC Westfalen Herdecke / Essen-Werdener RC / RG Wiking Berlin / RV Saarbrücken / RC Tegel 1886 / VWS Mannheim / WSV Honnef Vladimir Vukelic Matthias Edeler Axel Schuster Andreas Laib Markus Pütz Iradj El-Qalqili Markus Heidenreich Martin Fauck Jörg Dederding (Stm.) | Rgm. RV Münster von 1882 / RC Hamm von 1890 / Limburger CfW / RG Wetzlar 1880 / Würzburger RV Bayern / Osnabrücker RV Thorsten Kortmann Mark Bitter Carsten Riemann Bastian Haverkamp Stefan Alberty Michael Bitter Christian Gerlach Christian Schröer Jan Pitzer (Stm.)                                                    |

### Frauen
| Bootsklasse                           | Gold | Silber | Bronze |
| ------------------------------------- | --- | --- | --- |
| Einer                                 | Katrin Rutschow (RK am Wannsee Berlin) | Maren Derlien (RG Hansa Hamburg) | Christiane Will (Bremer RC Hansa) |
| Doppelzweier                          | RC Magdeburg Manja Kowalski Kathrin Boron | Rgm. RC Magdeburg / Hallesche Rvg. Böllberg-Nelson Manuela Lutze Jana Thieme | Rgm. Ratzeburger RC / Kettwiger RG von 1906 Meike Evers Britta Holthaus |
| Zweier ohne Steuerfrau                | Rgm. ETuF Essen / Potsdamer RG Kathleen Naser Elke Hipler | RV Saarbrücken Dana Pyritz Anja Pyritz | Rgm. HSG Uni Rostock / RC Hansa Dortmund Daniela Gorr Johanna Prinz |
| Doppelvierer                          | Rgm. RK am Wannsee Berlin / Potsdamer RG / Kettwiger RG von 1906 / Hallesche Rvg. Böllberg-Nelson Jana Thieme Britta Holthaus Kathrin Boron Katrin Rutschow | Rgm. Ratzeburger RC / Potsdamer RG / RC Magdeburg / RG Hansa Hamburg Maren Derlien Meike Evers Manuela Lutze Kerstin Kowalski                                                          | Rgm. Hellas-Titania Berlin / Lauinger RuSC Donau / Pirnaer RV 1872 / Kettwiger RG von 1906 Linn Mehnert Peggy Waleska Ulrike Stadlmayr Britta Oppelt |
| Vierer ohne Steuerfrau                | Rgm. RG Geesthacht / Dresdner RC 1902 Sonja van Daelen Marita Scholz Sandra Goldbach Mira van Daelen | Rgm. RV Saarbrücken / RG Rotation Berlin / RV Triton Leipzig / SC Berlin-Grünau Anke Weiler Maja Tucholke Stefanie Vogel Silke Günther                                                 | Rgm. ORC Rostock von 1956 / Dresdner RV / RV Triton Leipzig Christin Penndorf Katharina Reimann Nicole Zimmermann Mandy Emmrich |
| Achter                                | Rgm. RV Saarbrücken / RV Triton Leipzig / Frankfurter RG Germania / RC Hansa Dortmund / HSG Uni Rostock / Potsdamer RG / RG Rotation Berlin / ETuF Essen Anke Weiler Maja Tucholke Yvonne Weckesser Johanna Prinz Daniela Gorr Silke Günther Kathleen Naser Elke Hipler Yvonne Illing (Stf.) | Rgm. RV Saarbrücken / Ulmer RC Donau / RG Geesthacht Antje Maaß Kathrin Henker Sonja van Daelen Anja Pyritz Dana Pyritz Mira van Daelen Claudia Barth Lenka Wech Doreen Schnell (Stf.) | Rgm. Potsdamer RG / Breisacher RV / SSV PCK 90 Schwedt / ORC Rostock von 1956 / Dresdner RV / RV Triton Leipzig / RV Emscher Wanne-Eickel Herten Nina Thauwald Sylvia Wustmann Christin Penndorf Katharina Reimann Nicole Zimmermann Mandy Emmrich Kathleen Rodewald Kerstin Kreuzmann Annina Ruppel (Stf.) |
| Leichtgewichts-Einer                  | Angelika Brand (Deutscher Ruder-Club von 1884) | Valerie Viehoff (Siegburger RV 1910) | Nicole Faust (RG Wetzlar 1880) |
| Leichtgewichts-Doppelzweier           | Rgm. Dresdner RC 1902 / Ludwigshafener RV von 1878 Karin Stephan Claudia Blasberg | Rgm. Deutscher Ruder-Club von 1884 / Siegburger RV 1910 Valerie Viehoff Angelika Brand                                                                                                 | Rgm. Limburger CfW / Frankfurter RG Germania Christine Morawietz Anna Kleinz |
| Leichtgewichts-Zweier ohne Steuerfrau | Rgm. RV Wandsbek / Rendsburger RV Maja Darmstadt Gunda Reimers | Rgm. Mainzer RV von 1878 / RTHC Bayer Leverkusen Sonja König Cora Zillich | Rgm. RRG Mülheim / Erster Kieler RC von 1862 Jutta Schausten Gabriele Schulz |
| Leichtgewichts-Doppelvierer           | Rgm. Dresdner RC 1902 / Ludwigshafener RV von 1878 / Rendsburger RV / RG Wetzlar 1880 Claudia Blasberg Karin Stephan Gunda Reimers Nicole Faust | Rgm. Limburger CfW / Frankfurter RG Germania / Hanauer RG 1879 / RV Wandsbek Maja Darmstadt Katja Cadorin Christine Morawietz Anna Kleinz                                              | Rgm. Kettwiger RG von 1906 / Neusser RV / Kölner RG 1891 / ETuF Essen Annika Voelker Jeannine Weisel Kirsten Hackenbroch Christina Schulze-Struchtrup |